# Matthias Bruns
Matthias Bruns (* 19. August 1957 in Peine) ist ein ehemaliger deutscher Fußballspieler.

## Karriere
Matthias Bruns begann seine Karriere bei der SpVgg Groß-Bülten und wechselte später zu Viktoria Ölsburg. 1974 ging er zu Eintracht Braunschweig und spielte dort zunächst in der A-Jugend und dann eine Saison bei den Amateuren.
Zur Saison 1976/77 rückte er dann in den Bundesligakader der Eintracht, absolvierte aber wegen des Abiturs und dem anschließenden Wehrdienst kein Bundesligaspiel in seiner ersten Profisaison.
Zunächst spielte Bruns als Stürmer, wurde aber von seinem damaligen Trainer Branko Zebec zum Verteidiger umgeschult, da die Offensive bei der Eintracht mit Spielern wie Dietmar Erler, Wolfgang Frank und Danilo Popivoda stark besetzt war und Bruns sich nicht durchsetzen konnte.
Am 31. August 1977, dem 5. Spieltag der Saison 1977/78, gab der inzwischen 20-Jährige sein Erstligadebüt (0:6 beim 1. FC Köln). Nach zwei Spielzeiten als Einwechselspieler hatte er sich 1979/80 einen Stammplatz erkämpft, doch diese Saison endete mit dem Abstieg in die 2. Bundesliga. Nach dem direkten Wiederaufstieg unter Trainer Uli Maslo folgten vier Jahre Bundesliga. In Bruns’ letzter Saison spielte Braunschweig wieder zweitklassig. Er spielte in jener Saison 1985/86 allerdings nur noch zweimal und musste seine Karriere aufgrund einer Knöchelverletzung beenden.
Seitdem arbeitet er für den Braunschweiger Zeitungsverlag in Wolfsburg.

### Statistik
| Liga          | Spiele (Tore) |
| ------------- | ------------- |
| Bundesliga    | 159 (11)      |
| 2. Bundesliga | 039 0(5)      |
| Wettbewerb    |               |
| DFB-Pokal     | 020 0(3)      |

| Saison  | Verein                 | Liga          | Spiele 1 | Tore |
| ------- | ---------------------- | ------------- | -------- | ---- |
| 1975/76 | E. Braunschweig Am.    | Oberliga Nord | 30       | 7    |
| 1976/77 | Eintracht Braunschweig | Bundesliga    | 0        | 0    |
| 1977/78 | Eintracht Braunschweig | Bundesliga    | 7        | 0    |
| 1978/79 | Eintracht Braunschweig | Bundesliga    | 10       | 0    |
| 1979/80 | Eintracht Braunschweig | Bundesliga    | 27       | 2    |
| 1980/81 | Eintracht Braunschweig | 2. Bundesliga | 37       | 5    |
| 1981/82 | Eintracht Braunschweig | Bundesliga    | 24       | 2    |
| 1982/83 | Eintracht Braunschweig | Bundesliga    | 28       | 3    |
| 1983/84 | Eintracht Braunschweig | Bundesliga    | 29       | 2    |
| 1984/85 | Eintracht Braunschweig | Bundesliga    | 34       | 2    |
| 1985/86 | Eintracht Braunschweig | 2. Bundesliga | 2        | 0    |